# Adolfo Careaga Fontecha
Adolfo Careaga Fontecha (Bilbao, 8 de enero de 1921 - Vera de Bidasoa, 16 de mayo de 2009) fue un abogado, industrial y político español.

## Biografía
Sus padres fueron Adolfo María González de Careaga Urquijo y María del Pilar Fontecha Epalza. Casado con María Bergé San Pelayo tuvo cinco hijos: María Adelaida (14-11-1953), Adolfo Martín (12-11-1956), Eduardo Gabriel (21-3-1958), María José Florencia (7-11-1959) y Miguel Eliseo (18-3-1960).

### Abogado e industrial
Adolfo Careaga Fontecha estudió Derecho en la Universidad de Deusto ejerciendo su labor profesional como abogado e industrial, ocupando puestos directivos en compañías como Carfide Vasco-Navarra, Rocas y Arcillas Minerales, Laborde Hermanos o La Gaceta del Norte, periódico este último del cual fue componente del grupo fundacional, su abuelo Miguel González de Careaga. Sus primeros pasos de juventud surgen participando en el “Nuevo Ateneo de Bilbao”, una institución de espíritu liberal fundada por Álvaro Alcalá Galiano, refundada en 1951 por Antón Menchaca, José Sotomayor y Bernardo Garro, Miguel Arruza o Federico Krutwig, cuya finalidad primordial era la investigación sobre temas vascos. En el Ateneo, Adolfo Careaga empezaría a dar muestras de su marcado carácter liberal, contribuyendo a la promoción de la cultura y lengua vascas. Adolfo Careaga participó posteriormente en los movimientos políticos a favor de una monarquía democrática antes de la muerte de Franco. En 1970 asistió a una reunión organizada por José María de Areilza durante la cual se presentó un proyecto político de democratización de la sociedad española basado en cuatro pilares: devolver la soberanía al pueblo, crear un Estado democrático, garantizar las libertades esenciales a los ciudadanos y establecer unas instituciones basadas en el derecho. En junio de 1976, Adolfo Careaga participó, junto con personalidades como Joaquín Satrústegui, Fernando Álvarez de Miranda o Iñigo Cavero, en un encuentro organizado en Estoril por la onomástica de Don Juan de Borbón, donde intervendrían entre otros el mismo Careaga, cerrando el acto Satrústegui, en un homenaje en él cual se reclamaron libertades políticas para España.

### Alianza Liberal Vasca y la Democracia Cristiana
Durante la transición, Careaga se adhirió al liberalismo político inscribiendo en 1977, en el registro de asociaciones políticas un grupo denominado Acción Liberal Vasca, que era una formación integrada en la Federación de Partidos Demócratas y Liberales. No obstante, en las primeras elecciones democráticas tras la Guerra Civil celebradas el 15 de junio de 1977 respaldó el proyecto de Democracia Cristiana Vasca, partido político basado en los principios y valores de la democracia cristiana europea. En las elecciones legislativas de 1977 Careaga fue candidato al Senado por Democracia Cristiana Vasca en Vizcaya. En las listas al Congreso de los Diputados obtuvo 6.034 votos en el territorio vizcaíno, el 1,08% de los votos válidos emitidos. En las candidaturas al Senado, Careaga tampoco obtuvo representación.

### Candidato a Alcalde de Bilbao por UCD
Los malos resultados electorales de Democracia Cristiana Vasca en las elecciones generales de 1977 forzaron la desaparición del partido, integrándose la mayoría de sus militantes en UCD. Dos años más tarde, en marzo de 1979 Adolfo Careaga sería presentado como candidato a alcalde del ayuntamiento de Bilbao por Unión de Centro Democrático en las primeras elecciones municipales tras el fin de la dictadura franquista. Adolfo Careaga, intentaría emular los pasos de su padre, el cual había sido alcalde de Bilbao entre el 26 de febrero de 1931 y el 11 de abril de 1931, al presentarse a estas elecciones celebradas el 3 de abril. En estas elecciones primera elecciones municipales de 1.979, la UCD sería la tercera fuerza por encima del partido socialista con 33.187 votos, lo cual tendría su reflejo en el logro de cinco concejales. Adolfo Careaga saldría elegido concejal accediendo a una de las tenencias de Alcaldía. El PNV sería el partido más votado siendo proclamado alcalde Jon Castañares. Dentro de su labor como corporativo, destacarían entre sus prioridades la construcción del metro, los túneles de Archanda y el puente de Rontegi. Adolfo Careaga sería  teniente de alcalde en el Ayuntamiento hasta 1980, año en el que fue nombrado presidente de la Junta de Obras del Puerto de Bilbao por el ministro de Obras Públicas, Joaquín Garrigues Walker, cuya dedicación propició la salida anticipada del ayuntamiento. En 1980 también fue nombrado consejero delegado del diario La Gaceta del Norte, periódico editado en Bilbao entre 1901 y 1987, periódico fundado entre otros, por su abuelo, Miguel González de Careaga.

### Candidato UCD elecciones Parlamento Vasco
En las elecciones de 1980, Adolfo Careaga también formaría parte de la candidatura de UCD al Parlamento Vasco junto con Joaquín Aguinaga y Pilar de Aresti, siendo el candidato centrista a la presidencia del Consejo General Vasco, Jesús María Viana. En estas elecciones del 9 de marzo de 1980, la UCD sería la quinta fuerza política del País Vasco con 78.095 votos logrando, la lista que encabezaba Jesús María Viana, 6 parlamentarios; uno para Vizcaya, Joaquín María Aguinaga Torrano, otro por Guipúzcoa, Jaime Mayor Oreja y cuatro por Álava, Viana y Alfredo Marco Tabar entre otros. Adolfo Careaga, en junio de 1981 sería nombrado presidente de UCD de Vizcaya cargo que desempeñó hasta su disolución después de las elecciones generales de 1982.

### Partido Liberal y Diputado III Legislatura
Años más tarde de la disolución de la UCD, Adolfo Careaga se unió al Partido Liberal, del que llegó a ser miembro del comité ejecutivo de Vizcaya. El Partido Liberal nace como fruto de la fusión de dos corrientes liberales que era el Partido Liberal y Unión Liberal. Esta unión temporal de partidos se presentaría con la denominación Coalición Popular (AP-PDP-PL). En las elecciones generales Adolfo Careaga sería el cabeza de lista por Vizcaya seguido en la lista por Antonio Merino de AP y Joaquín de Aguinaga del PDP. Durante su presencia como diputado en el Congreso de la III Legislatura (1986- 1989), fue vocal de las Comisiones de Asuntos Exteriores, de Régimen de las Administraciones Públicas, de la Comisión Mixta para las Relaciones con el Tribunal de Cuentas así como de la Mixta para la Igualdad de Oportunidades para la Mujer y Vicepresidente Segundo de la Comisión del Defensor del Pueblo. Tras la integración del Partido Liberal en el Partido Popular, en febrero de 1989 a la que se suma también la Democracia Cristiana (DC), hace que Adolfo Careaga, se incorpore al Grupo Popular en la Cámara baja. Una semana después, y como consecuencia de su «expulsión» de una reunión de su partido, a petición del entonces secretario general, Álvarez Cascos, abandonó la formación para unirse al grupo mixto, en el que finalizó la legislatura para fundar, a comienzos de los noventa promovió un nuevo partido, Unidad Vizcaína.

### Unidad Vizcaína
Adolfo Careaga fundó en 1991 Unidad Vizcaína, un partido de corte antinacionalista que surgió impulsada por el éxito del proyecto de Unidad Alavesa (UA) partido al que buscaba emular en Vizcaya. La consolidación de este partido foralista y antinacionalista fue el referente que animó a Adolfo Careaga a fundar un partido de parecidas características en Vizcaya. Unidad Vizcaína sería registrada como partido político en noviembre de 1991, siendo su presentación pública oficial fue el 3 de enero de 1992 en Bilbao.

### El reto separatista
Un año y medio después de su fundación, Unidad Vizcaína era un partido con apenas actividad política más allá de pequeñas reuniones y tertulias. Ante la convocatoria de elecciones generales en 1993, Unidad Vizcaína anunció que no iba a participar y que reservaba sus esfuerzos para las elecciones autonómicas en el País Vasco. En 1994 UV anunció que carecía de recursos económicos para acudir a la nueva convocatoria electoral autonómica y solicitó el voto de sus militantes y simpatizantes para los partidos que acatasen la Constitución y defendiesen la unidad nacional.

### Últimos años
En sus últimos años, Adolfo Careaga se centró en su afición a la escritura colaborando en medios escritos como El Correo donde fueron publicados numerosos artículos sobre historia vasca y cuestiones políticas. Una de sus obras más destacadas es “El reto separatista”, publicado en 1993 donde reúne una selección de artículos publicados en la prensa local y nacional (El Correo Español, La Gaceta del Norte y ABC) entre 1977 y 1993. El libro, editado por Ediciones Unidad Vizcaína, es una exposición del pensamiento político de Careaga.

### Fallecimiento
Adolfo Careaga falleció en la localidad navarra de Vera de Bidasoa el 16 de mayo de 2009 a los 88 años de edad siendo el funeral en la Iglesia Parroquial de San Ignacio de Algorta y Neguri, en Guecho, donde fijó su residencia durante varios años.

## Obras
- El reto separatista. Ediciones Unidad Vizcaína 1993.